# San Frumenzio ai Prati Fiscali (titre cardinalice)
Le titre cardinalice de San Frumenzio ai Prati Fiscali (Saint Frumence aux Prati Fiscali) est érigé par le pape Jean-Paul II le 28 juin 1988.
Il est rattaché à l'église San Frumenzio ai Prati Fiscali (it)  située dans la zone de Val Melaina au nord de Rome.

## Titulaires
- Alexandre José Maria dos Santos (1988-2021)
- Robert McElroy (depuis 2022)